# Mešani gozdovi Pindskega gorstva
Mešani gozdovi Pindskega gorstva sestavljajo kopensko ekoregijo Evrope tako po WWF kot po Digitalnem zemljevidu evropskih ekoloških regij Evropske agencije za okolje. Spada med biom sredozemski gozdovi in makija ter je v palearktičnem kraljestvu.
Mešani gozdovi Pindskega gorstva so v gorskih delih južnega Balkana v širokem nadmorskem območju nad 300–500 m. Zajemajo Tajget na Peloponezu na jugu, pojavljajo se v gorskih verigah Srednje Grčije (vključno s Pindom), vzhodne Albanije in jugozahodnega dela Severne Makedonije, segajo do doline reke Drim na severu in zavzemajo 39.500 km² v treh državah.
Ekoregija je neobalna in obdana z egejskimi in zahodnoturškimi sklerofilnimi in mešanimi gozdovi (v Grčiji), ilirskimi listnatimi gozdovi (v Grčiji in Albaniji), mešanimi gozdovi Dinarskega gorstva (v Albaniji severno od Drima) in balkanskimi mešanimi gozdovi (na Kosovu, v Severni Makedoniji in Grčiji).
Podnebje ekoregije je Köppnu sredozemsko podnebje večinoma z vročimi poletji (Csa).

## Rastlinstvo
Zaradi širokega nadmorskega razpona te ekoregije so najvišje lege (nad 1000-1400 m) pokrite z iglastimi gozdovi, nižje pa se pojavlja območje mešanega gozda. V iglastih gozdovih prevladuje Pinus nigra subsp. nigra var. pallasiana, Pinus holdreichii, Pinus peuce, Abies cephalonica, A. alba in A. borisii-regis, z listopadno evropsko bukvijo na severu. Juniperus foetidissima se pojavlja široko v bližini drevesne meje. Prevladujoče vrste v nižjih legah so izjemno raznolike, vključno z Aesculus hippocastanum (na bolj vlažnih mestih) in različnimi hrasti listavci (Quercus frainetto, Q. pubescens, Q. cerris, Q. trojana, Q. petraea). Na suhih in kamnitih južnih pobočjih je veliko zimzelenih hrastov, predvsem Q. calliprinos, Q. ilex in drugih sredozemskih sklerofilnih grmičastih vrst.
Fitogeografsko si ekoregijo delita vzhodnosredozemska provinca Sredozemske regije in Ilirska provinca Cirkumborealna regija znotraj Holarktičnega kraljestva (razčlenitev Armena Takhtajana).

## Narodni parki
- Narodni park Chelmos-Vouraikos (Grčija)
- Gora Olimp (Grčija)
- Parnas (Grčija)
- Oeta (Grčija)
- Narodni park Vikos–Aoös (Grčija)
- Narodni park Pindus (Grčija)
- Prespansko jezero (Grčija)
- Dajt (Albanija)
- Narodni park Lurë-Dejë (Albanija)
- Narodni park Tomorr (Albanija)
- Galičica (Severna Makedonija)
- Pelister (Severna Makedonija)